# コリュバンテスの遊戯
コリュバンテスの遊戯（英語: Corybantic Games）は、クリストファー・ウィールドンがレナード・バーンスタイン作曲の『セレナード』に振り付けたバレエ作品である。衣装はアーデム・モラリオグル、舞台装置はジャン＝マルク・ピュイサンが担当した。2018年3月15日にロイヤル・バレエ団によりロイヤル・オペラ・ハウスで初演された。

## 製造
クリストファー・ウィールドンは、以前にもボストン・バレエのためにバーンスタインの『セレナード』に振り付けた『コリュバンテスの法悦（Corybantic Ecstasies）』という作品を制作し、1999年に初演していた。
本作はバーンスタイン生誕100周年を記念して委嘱されたもので、フリュギアの女神キュベレーにシンバルを打ち鳴らしながら熱狂的な舞踊を捧げたとされる祭司コリュバンテスに材を採っており、バーンスタインが『セレナード』の題材としたプラトンの「饗宴」には触れていない。21人のダンサーが出演し、舞台装置はジャン＝マルク・ピュイサンが設計した。
ファッションブランドERDEMを擁するアーデム・モラリオグルが衣装デザインのため招聘された。モラリオグルは自身のファッションショーでウィールドンと出会っており、モラリオグルの友人であったプリンシパルのローレン・カスバートソンの紹介で知己となった。モラリオグル自身はウィールドンの『After the Rain』や『冬物語』など、ロイヤル・バレエ団の公演を何度か観覧したことがあった。モラリオグルは、『コリュバンテスの遊戯』の衣装は「肉体、若さ、そして人生」を表現していると語っている。モラリオグルが男性向けの衣装をデザインしたのはこれが初めてであった。モラリオグルが参加したことで、初演前の評判はもっぱら主に衣装に関するものになった。

## 初演キャスト
- マシュー・ボール
- ウィリアム・ブレイスウェル
- ローレン・カスバートソン
- ティアニー・ヒープ
- 平野亮一
- マヤラ・マグリ
- ヤスミン・ナグディ
- マルチェリーノ・サンベ
- ベアトリス・スティックス＝ブルネル

## 批評家の反応
本作は、肯定的なものから賛否相半ばするものまで、さまざまな批評を受けた。ガーディアンのジュディス・マックレルは、ウィールドンが「自身の遊戯のトップを占めた」とコメントした。ニューヨーク・タイムズのロスリン・サルカスは「完璧ではないが。爽快な創造力に満ち溢れている」と評した。演劇評論家のニール・ノーマンは、「魅力的で、面白く、密度が濃い。コンテンツに対するスタイルの勝利だ」と書いた。デイリーテレグラフのダンス評論家マーク・モナハンは衣装を批判し、あれは「粋なガファーテープ（演劇や映画で使われる布製の粘着テープのこと）」だとした。
ウィールドンは2018年の英国ダンス批評家協会賞でベスト・クラシック・コレオグラフィーにノミネートされた。